# 159 Emilija
159 Emilija (mednarodno ime 159 Aemilia) je asteroid tipa C v glavnem asteroidnem pasu. 
Pripada asteroidni družini Higeja. 

## Odkritje
Asteroid sta odkrila francoski astronoma brata Paul Henry in Prosper Henry 26. januarja 1876. Odkritje pa se priznava P.P. Henryju..
Ime ima verjetno po rimski cesti z imenom Via Emilia, ki je potekala od Piacenze do Riminija (Italija).

## Lastnosti
Asteroid Emilija obkroži Sonce v 5,46 letih. Njegova tirnica ima izsrednost 0,111, nagnjena pa je za 6,128° proti ekliptiki. Okoli svoje osi se zavrti v 25 h . 
Je zelo temen asteroid, ki se vrti zelo počasi. Na površini ima preproste ogljikove spojine.